# 그레비스 울트라사운드

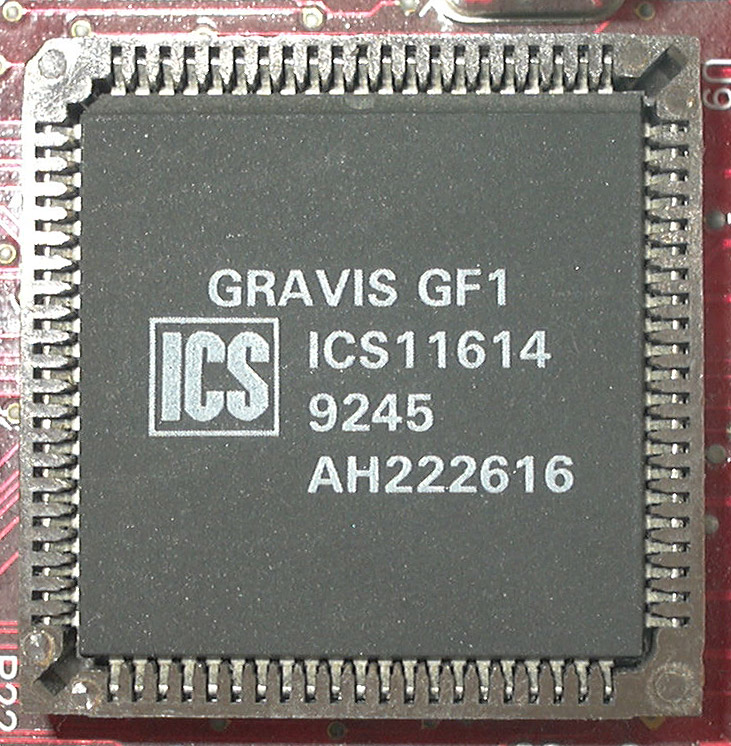
GF1 칩

그레비스 울트라사운드(Gravis Ultrasound, GUS)는 IBM PC 호환 시스템 플랫폼을 위한 사운드 카드로 캐나다의 어드벤스드 그레비스 컴퓨터 테크놀로지 사에서 개발한 것이다. 당시 비슷한 가격대의 사운드와 견주어 뛰어난 음질을 제공하였기 때문에 1990년대의 데모 장면에서 매우 유명하였다.
그레비스 울트라사운드는 1992년 출시 당시 IBM PC 플랫폼에 샘플 기반 음악 합성 기술("웨이브테이블"이라는 이름으로 판매됨)을 제공한 것으로 유명했다. 즉, 인공 컴퓨터 생성이 아닌 악기의 기초가 되는 파형으로서 실제 사운드 녹음을 사용할 수 있는 기능이다. 예를 들어 피아노나 트럼펫의 샘플은 실제 해당 악기와 더 비슷하게 들린다. 최대 32개의 하드웨어 오디오 채널을 갖춘 GUS는 다양한 악기 패치 세트를 통해 MIDI 재생 품질이 뛰어났다. 자체 RAM에 저장된다.
카드는 모두 캐나다 회사인 ATI와 유사한 빨간색 PCB로 제조되었다. 크리에이티브 카드보다 가격이 조금 더 비쌌을 뿐이며, 음악가를 겨냥한 많은 동급 전문 카드보다 큰 차이를 보였다.

## 버전

### 울트라사운드 클래식
첫 울트라사운드는 1992년 여름에 생산을 시작하였다.

### 울트라사운드 맥스
기판 위에 CS4231 코덱과 512 킬로바이트의 램 (SOJ 단일 칩에 최대 1 메가바이트까지 달 수 있음), 파나소닉/소니/미츠비시 CD-ROM 인터페이스 슬롯이 달린 버전이다.

### 울트라사운드 피엔피
울트라사운드 플러그 앤 플레이(Ultrasound Plug & Play)는 전혀 다른 사운드 세트와 더불어 AMD 인터웨이브 기술을 채용한 새로운 카드이다.

### 울트라사운드 에이스
울트라사운드 클래식의 저가 버전이지만, 울트라사운드 맥스와 같이 512 킬로바이트의 램이 장착되고 최대 1 메가바이트까지 달 수 있다.

### 울트라사운드 시디3
울트라사운드 클래식의 OEM 버전으로 512 킬로바이트 ~ 1 메가 바이트의 램이 채용되었다.

### 울트라사운드 익스트림
1메가 바이트의 램이 기본 장착되어 있다.

### 울트라사운드 클론즈 및 OEM
- Primax SoundStorm Wave (GF1)
- Synergy ViperMAX (GF1)
- Compaq Ultra-Sound 32
- STB Systems Soundrage 32 (Interwave)
- Dynasonic 3-D/Pro (Interwave)
- Philips PCA761AW

## 같이 보기
- 도스박스 - 도스 내장 에뮬레이션을 포함한 도스 에뮬레이터
- 사운드 블라스터